# Districte de Regen
El districte de Regen, en alemany Landkreis Regen, és un districte rural (Landkreis), una divisió administrativa d'Alemanya, situat a la regió administrativa de la Baixa Baviera a l'estat federat de l'Estat Lliure de Baviera (Freistaat Bayern). Limita al sud i en sentit horari amb el districte de Freyung-Grafenau, Deggendorf, Straubing-Bogen, Cham, i per la República Txeca (regió de Plzeň). Compta amb una població de 82.500 habitants (2017).

## Història
El districte va ser establert el 1972, fusionant els antics districtes de Regen i Viechtach.

## Geografia
El districte està completament ubicat al Bosc de Baviera. Es denomina pel riu Regen i per les seves dues capçaleres, el Regen Negre i el Regen Blanc.

## Escut d'armes
| Escut d'armes | L'escut d'armes mostra: - el patró blau i blanc de Baviera - un got que simbolitza la indústria del vidre - un pi, que simbolitza el Bosc de Baviera - una torre que simbolitza els castells del districte |

## Ciutats i municipis

Ciutats i municipis al Landkreis Regen

| Ciutats                          | Municipis | |
| -------------------------------- | --- | --- |
| 1. Regen 2. Viechtach 3. Zwiesel | 1. Achslach 2. Arnbruck 3. Bayerisch Eisenstein 4. Bischofsmais 5. Böbrach 6. Bodenmais 7. Drachselsried 8. Frauenau 9. Geiersthal 10. Gotteszell | 1. Kirchberg im Wald 2. Kirchdorf im Wald 3. Kollnburg 4. Langdorf 5. Lindberg 6. Patersdorf 7. Prackenbach 8. Rinchnach 9. Ruhmannsfelden 10. Teisnach 11. Zachenberg |